# Mary Augusta Ward

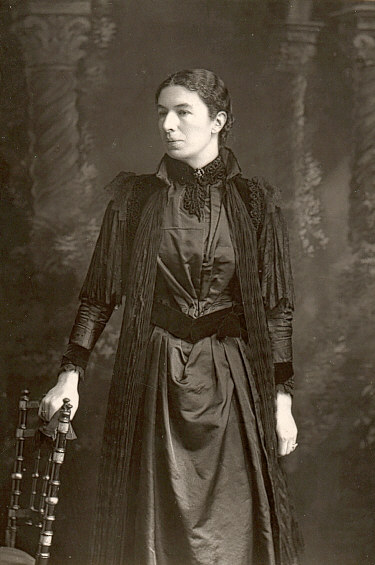
Mary Augusta Ward, etwa 1890

Mary Augusta Ward (* 11. Juni 1851 in Hobart, Tasmanien; † 24. März 1920 in London) war eine britische Schriftstellerin, Philanthropin und Aktivistin gegen das Frauenwahlrecht. Ende des 19. Jahrhunderts erreichte sie mit ihren Romanen, die sie unter ihrem Familiennamen Mrs. Humphry Ward schrieb, große Popularität. Der Nachwelt ist Mary Augusta Ward auch bekannt für ihren Einsatz für die Women’s National Anti-Suffrage League und für ihr wohltätiges Engagement, speziell für arme und behinderte Kinder Londons.

## Leben

### Jugend und Ausbildung
Mary Augusta Ward wurde 1851 als Mary Augusta Arnold, Tochter von Thomas Arnold und Julia Sorell in Horbart in Australien geboren. Mary Arnold entstammte einer angesehenen britischen Familie, den Arnolds, die unter anderem Thomas Arnold, den englischen Theologen, Pädagogen und Leiter der Rugby School, und Matthew Arnold, Dichter und Kulturkritiker, hervorbrachte. Thomas Arnold war Mary Wards Großvater, Matthew Arnold ihr Onkel.
Thomas Arnold, Marys Vater, war als junger Mann nach Neuseeland und später Australien ausgewandert und hatte es zum Zeitpunkt der Geburt seiner Tochter dank der guten familiären Beziehungen bereits zum Schulinspektor von Van Diemen’s Land in Tasmanien gebracht. Nachdem er sich jedoch von der anglikanischen Kirche abwandte und zum Katholizismus konvertierte, wurde seine berufliche Situation schwierig, und Arnold hatte auch den Wunsch, wieder nach Großbritannien in die Nähe von Freunden und Familie zurückzukehren. Die Arnolds reisten 1856 in der Hoffnung auf Arbeit für den Vater nach England. Die Familie zog dann weiter nach Dublin, wo Tom Arnold eine Stelle als Professor für englische Literatur an der katholischen Universität annahm.
Mary blieb jedoch in England zurück, wo sie einige Zeit auch bei ihrer Großmutter und ihren Verwandten auf dem Familiensitz Fox How verbrachte, aber 1858–1867 hauptsächlich in verschiedenen Internaten untergebracht wurde. Während ihrer Schulzeit entstand ihr erster (unveröffentlichter) Roman, A Tale of Two Moors. Mary litt unter den teilweise sehr schlechten Zuständen an den Schulen und unter der Trennung von ihrer Familie.
Die Schulen, die Mary besuchte, entsprachen zwar den üblichen Bildungsstandards, die man Mädchen im 19. Jahrhundert bot, vermittelten aber kaum nennenswerte Bildung. Erschwerend kam hinzu, dass Mary Arnold die Schule vor den schulischen Reformen in England besuchte, die Mädchen zumindest einen Minimalstandard an Bildung boten, und etwa fünfzehn Jahre, bevor Frauen zum Studium in Oxford zugelassen wurden. Mary Arnolds jüngere Schwester Julia profitierte bereits von den Änderungen und besuchte die Oxford High School for Girls und machte einen Abschluss in Literatur am Somerville College an der Universität Oxford.

### Umzug nach Oxford und Heirat
1867 war Mary Arnolds Schulzeit abgeschlossen. Mit dem Ende der Schulzeit war die Trennung von ihrer Familie auch beendet, denn ihre Familie war inzwischen nach einer erneuten Konversion des Vaters zur anglikanischen Kirche nach Oxford gezogen, wo Thomas Arnold unterrichtete. Durch den Kontakt zu intellektuellen Kreisen in Oxford erhielt sie vielfältige geistige Anregungen. Mary Arnold brachte sich autodidaktisch Sprachen bei; ihr Vater verschaffte ihr außerdem Musikunterricht. Dank ihrer Beziehung zu Mark Pattison, Rektor am Lincoln College, erhielt sie auch Zutritt zur Bodleian Library in Oxford.
Mary Arnold lernte in Oxford Humphry Ward kennen, einen Absolventen von Brasenose College, den sie 1872 heiratete. Den Namen, den sie mit der Heirat von ihrem Mann annahm („Mrs. Humphry Ward“) sollte sie später auch als Autorennamen für ihre Romane verwenden. Humphry Ward arbeitete als Dozent an der Universität Oxford. Das Paar bekam in den folgenden Jahren drei Kinder: Dorothy (1874), Arnold (1876) und Janet (1879).
Während ihrer Zeit in Oxford engagierte sich Mary Ward auch für Frauenbildung, speziell für den Zugang von Frauen zum Studium an der Universität Oxford. Diese Aktivitäten kulminierten in der Gründung der Association for the Education of Women 1877, für die Mary Ward als Geschäftsführerin fungierte. Die Vereinigung erreichte, dass 1879 Somerville Hall eingerichtet wurde, wo einige der ersten Studentinnen in Oxford wohnen und arbeiten konnten. Mary Ward war von 1881 bis 1898 im Somerville Council.
1875 erhielt Mary Ward ebenso wie ihr Mann die Gelegenheit, zum Dictionary of Christian Biography beizutragen. Mary lieferte dafür einige spanische Biografien; die Expertise dafür hatte sie sich zuvor autodidaktisch angeeignet.
1881 zog Humphry Ward nach London, um eine Stelle als Journalist bei The Times anzunehmen. Mary Ward folgte mit den Kindern kurze Zeit später.

### Zeit als Romanautorin
Nach erfolglosen Versuchen als Autorin eines Kinderbuchs (Milly and Olly) und als Übersetzerin begann Mary Ward 1883 einen Roman (Miss Bretherton) zu schreiben, der 1884 bei Macmillan veröffentlicht wurde und jedoch bei Kritik und Publikum nur wenig Anklang fand. Trotz des Misserfolgs von Miss Bretherton gelang es Mary Ward danach, bei Smith, Elder, einen weiteren Vertrag für ein Buch abzuschließen. Ihr nächster Roman, Robert Elsmere, wurde von der Kritik eher gemischt aufgenommen, war aber beim Publikum in Großbritannien und in den USA ein großer Erfolg. Zwischen 1890 und 1900 schrieb Mary Ward eine Vielzahl von Romanen, die wie Robert Elsmere große Publikumserfolge waren. Sie verdiente in dieser Zeit um die 45.000 Pfund durch ihre Schriftstellerei und war damit eine der bestbezahlten Frauen in England. Um 1905 hatte Mary Wards Popularität als Romanautorin ihren Höhepunkt erreicht, danach gingen ihre Einnahmen durch Romanverkäufe zurück. Während des Ersten Weltkrieges hatte Ward kurzzeitig mit dem Buch Towards the Goal und Kriegsroman Missing noch einmal Erfolg.
Durch die großen Einnahmen Mary Wards als Autorin konnte Familie Ward sich einen großzügigen Lebensstil leisten –, so kauften sie ein Haus auf dem Land und ermöglichten dem Sohn Arnold eine Universitätsausbildung. Durch den Rückgang von Mary Wards Einnahmen, die Spekulation von Humphry Ward in Kunst, Steuerforderungen und die Spielsucht des Sohnes Arnold kam die Familie jedoch in finanzielle Nöte und musste 1918–1920 einen Großteil ihres Besitzes veräußern.
Mary Ward starb am 24. März 1920 in London.

## Schaffen

### Literarisches Werk
Mary Ward verfasste im Laufe ihres Lebens mehr als 30 Bücher. Ihre ersten beiden Bücher, das Kinderbuch Milly and Olly und der Roman Miss Bretherton, waren keine großen Erfolge, aber mit dem nächsten Versuch, Robert Elsmere, gelang ihr schließlich ein kommerzieller Erfolg. Viele ihrer Romane befassten sich mit religiösen Fragen und Konflikten, womit sie einem Trend der Zeit im ausgehenden 19. Jahrhundert folgte: Romane, die sich mit religiösem Skeptizismus auseinandersetzten, sogenannte novels of doubt, waren im ausgehenden 19. Jahrhundert ein angesehenes Genre, zu dem auch Autoren wie George Gissing, Elizabeth Lynn Linton und William Hale White beitrugen. Auch Robert Elsmere greift dieses Thema auf und schildert die religiösen Zweifel der Hauptfigur, dem anglikanischen Geistlichen Robert Elsmere. Auch weitere Themen, die Mary Ward in ihren Romanen behandelte, waren aktuelle Fragen der Zeit: Wohltätigkeit, soziale Reformen, Bedingungen in städtischen Slums und der Niedergang ländlicher Gemeinschaften.
Als Mary Wards wichtigste und beste Hauptwerke werden unter anderem Robert Elsmere (1888), The History of David Grieve (1892), Marcella (1894), Helbeck of Bannisdale (1898), Eleanor (1900) und The Marriage of William Ashe (1905) genannt. Bemerkenswert ist, dass Mary Ward, selbst eine emanzipierte Frau, die aktiv im öffentlichen Leben war und mit ihrem Beruf zum größten Teil zum Familieneinkommen beitrug, den Protagonistinnen in ihren Romanen diese Eigenständigkeit nicht zugestand, sondern sie in der Regel als den Männern untergeordnet schilderte.
Ward war bis etwa 1905 eine kommerziell äußerst erfolgreiche Autorin, aber danach ließ das Interesse an ihrem Büchern merklich nach. Dies hing zum einen damit zusammen, dass die Themen, die ihre Romane behandelten, ihre Aktualität verloren und von der nachwachsenden Generation als überholt empfunden wurden. Ferner wirkte Wards Stil, der noch sehr stark den Romankonventionen des 19. Jahrhunderts verhaftet war, mit dem Aufkommen des Modernismus altmodisch. Seit den 1990er Jahren ist Mary Ward jedoch als wichtige Autorin des ausgehenden 19. Jahrhunderts von der Literaturwissenschaft wiederentdeckt worden.

### Soziales Engagement
Mary Ward ist nicht nur als Schriftstellerin, sondern auch für ihr soziales Engagement bekannt geworden. So nutzte sie ihre Beziehungen, um Unterstützung und finanzielle Mittel für eine Einrichtung zu sammeln, in der die Arbeiterklasse Londons Gelegenheit zur Entspannung und Weiterbildung haben sollte. Diese Einrichtung wurde nach ihrem Hauptsponsor, John Passmore Edwards, unter dem Namen Passmore Edwards Settlement benannt. War es ursprünglich hauptsächlich für Erwachsene gedacht, entwickelte sich unter seinem Dach auch eine Betreuungseinrichtung für Kinder arbeitender Eltern. 1902 wurden dort 1200 Kinder betreut. Das Passmore Edwards Settlement initiierte den Anfang einer systematischen Kinderbetreuung, deren Administration 1942 schließlich vom London County Council übernommen wurde. Neben einer Kinderbetreuung bot das Passmore Edwards Settlement auch eine Schule für behinderte Kinder und war damit ebenfalls vorbildlich für weitere Schulen.
Nach Mary Wards Tod wurde die Einrichtung 1921 in Mary Ward Settlement umbenannt. Das Mary Ward Settlement beherbergt heute das Mary Ward Adult Education Centre, eine Fortbildungseinrichtung, und in der Nähe das Mary Ward Legal Centre, das kostenlose rechtliche Beratung anbietet.

### Anti-Suffrage League
Ende des 19. Jahrhunderts und Anfang des 20. Jahrhunderts wurde die Debatte um das Frauenwahlrecht in Großbritannien heftig geführt. Mary Ward schlug sich dabei auf die Seite der Gegner des Frauenwahlrechts. Sie publizierte zu diesem Thema auch mehrere Artikel und reiste durch Großbritannien, um für die Sache zahlreiche Vorträge zu halten. Ein erster Artikel, ein Appell gegen die Einrichtung des Frauenwahlrechts, erschien bereits in der Juni-Ausgabe 1889 in The Nineteenth Century, und war von vielen prominenten Frauen aus Englands Oberschicht unterschrieben.
1908 baten Evelyn Baring, 1. Earl of Cromer und George Nathaniel Curzon Mary Ward, sie bei ihren Aktivitäten gegen das Frauenwahlrecht zu unterstützen. Am 12. Juni 1908 erschien Mary Wards Artikel A Counter-Movement in The Times, in der die Gründung einer National Women’s Anti-Suffrage Association angekündigt wurde. Mary Ward war schließlich Vorsitzende der Women’s National Anti-Suffrage League, einer Vereinigung von Frauen, die das Wahlrecht für Frauen ablehnte und dagegen aktiv Vorträge und Kampagnen organisierte.
Mary Ward nahm das Thema auch in ihren Werken auf, so wurde Celia Blanchflower als Anti-Suffragetten-Roman rezipiert. Wards Festhalten an ihrer Position gegen das Frauenwahlrecht wurde zum Teil von ihren Gegnern aggressiv oder satirisch kommentiert und zunehmend als altmodisch und überholt betrachtet. Auch ihre Reputation als Romanautorin litt unter dieser Wahrnehmung. Einige heutige Literaturkritiker heben allerdings hervor, dass Wards Position nicht so rigoros gegen Frauenwahlrecht und Gleichberechtigung war, wie ihre damaligen Gegner es ihr vorwarfen: So warb Ward für ein kommunales Stimmrecht für Frauen, und nach dem Ersten Weltkrieg gestand sie ein, dass sich die Gesellschaft so geändert habe, dass ein Frauenwahlrecht 1918 zuzulassen nicht mehr so „gefährlich“ sein dürfte wie 1889.

## Werke

### Romane (Auswahl)
- Milly and Olly: Or, A Holiday among the Mountains. Macmillan, London 1881.
- Miss Bretherton. Macmillan, London 1884.
- Robert Elsemere. Smith, Elder, London 1888.
- The History of David Grieve. Smith, Elder, London 1892.
- Marcella. Smith, Elder, London 1894.
- Sir George Tressady. Smith, Elder, London 1896.
- Helbeck of Bannisdale. Smith, Elder, London 1898.
- Eleanor. Smith, Elder, London 1900.
- Lady Rose's Daughter. Smith, Elder, London 1903.
- The Marriage of William Ashe. Smith, Elder, London 1905.
- Diana Mallory. Smith, Elder, London 1905.
- The Coryston Family. Smith, Elder, London 1913.
- Delia Blanchflower. Ward, Lock, London 1915.
- Missing. Collins, London 1917.
- Harvest. Collins, London 1920.

### Sachbücher (Auswahl)
- Towards the Goal. Murray, London 1917.
- A Writer's Recollections. Collins, London 1918.

### Artikel (Auswahl)
- An Appeal Against Female Suffrage. In: The Nineteenth Century 25 (1889), S. 781–788.
- A Counter-Movement. In: The Times, 12. Juni 1908.
- Why I Do Not Believe in Woman Suffrage. In: Ladies' Home Journal 25 (1908), S. 15.
- Women’s Anti-Suffrage Movement. In: Nineteenth Century and After 64 (1908), S. 343–352.

## Verfilmungen der Werke
- The Marriage of William Ashe, Regie Cecil Hepworth (UK, 1916)
- Missing, Regie James Young (1918)
- Lady Rose's Daughter, Regie Hugh Ford (1920)
- The Marriage of William Ashe, Regie Edward Sloman (1921)